# Lieja-Bastogne-Lieja sub-23
La Lieja-Bastogne-Lieja sub-23 (en francès Liège-Bastogne-Liège espoirs) és una cursa ciclista belga que es disputa cada any a finals d'abril o primers de maig. La primera edició es disputà el 1986 i la cursa sols està oberta a ciclistes menors de 23 anysi. El 2007 la cursa formà part de la Copa de les Nacions UCI sub-23.

## Palmarès
| Any  | Vencedor                 | Segon                 | Tercer                     |
| ---- | ------------------------ | --------------------- | -------------------------- |
| 1986 | Frans Maassen            | Yves van Royen        | Carlos Malfait             |
| 1987 | Stephan Rakers           | Peter de Clercq       | Krist Brulez               |
| 1988 | Marcel Derix             | Benny Ansems          | Thierry Bock               |
| 1989 | Philippe Mathy           | Ronny Thomas          | Patrick Philippaerts       |
| 1990 | Sandro Bottelberghe      | Fabrice Naessens      | Georges Wattiaux           |
| 1991 | Pierre Herinne           | Jan Boven             | Léon van Bon               |
| 1992 | Laurent Eudeline         | Jan Boven             | Stéphane Cueff             |
| 1993 | Marc Janssens            | Leith Sherwin         | Léon van Bon               |
| 1994 | Franck Laurance          | Denis François        | Stig Guldbaek              |
| 1995 | Raivis Belohvoščiks      | Casper van der Meer   | Gert Vanderaerden          |
| 1996 | Raivis Belohvoščiks      | Kristof Trouvé        | Kris Matthijs              |
| 1997 | Christian Poos           | Karsten Kroon         | Ondřej Sosenka             |
| 1998 | Frédéric Drillaud        | Nicolas Fritsch       | Gaël Moreau                |
| 1999 | Philippe Koehler         | Wesley Theunis        | Charles Wegelius           |
| 2000 | Jurgen van Goolen        | Wim van Huffel        | Grégory Faghel             |
| 2001 | Ruslan Gryshchenko       | Tom Boonen            | Andrei Kàixetxkin          |
| 2002 | Christophe Kern          | Mikhail Timochine     | Steven Caethoven           |
| 2003 | Johan Vansummeren        | Jurgen van den Broeck | Pieter Weening             |
| 2004 | Branislau Samòilau       | Mads Christensen      | Laurent Arn                |
| 2005 | Martin Pedersen          | Anders Lund           | Ruslan Sambris             |
| 2006 | Kai Reus                 | Tom Stamsnijder       | Dmitry Kozontchuk          |
| 2007 | Grega Bole               | Anthony Roux          | Andrius Buividas           |
| 2008 | Jan Bakelants            | Romain Zingle         | Jan Ghyselinck             |
| 2009 | Rasmus Guldhammer        | Romain Zingle         | Dennis van Winden          |
| 2010 | Ramūnas Navardauskas     | Nicki Østergaard      | Sebastian Lander           |
| 2011 | Tosh van der Sande       | Romain Bardet         | Matthias Allegaert         |
| 2012 | Michael Valgren Andersen | Ian Boswell           | Josh Berry                 |
| 2013 | Michael Valgren Andersen | Nathan Brown          | Jasper Stuyven             |
| 2014 | Anthony Turgis           | Dylan Teuns           | Tao Geoghegan Hart         |
| 2015 | Guillaume Martin         | Silvio Herklotz       | Tao Geoghegan Hart         |
| 2016 | Logan Owen               | Pàvel Sivakov         | Ruben Guerreiro            |
| 2017 | Bjorg Lambrecht          | James Knox            | William Barta              |
| 2018 | João Almeida             | Andrea Bagioli        | Alexys Brunel              |
| 2019 | Kevin Vermaerke          | Viktor Verschaeve     | Tobias Foss                |
| 2020 | suspesa                  | suspesa               | suspesa                    |
| 2021 | Leo Hayter               | Rick Pluimers         | Tobias Halland Johannessen |
| 2022 | Romain Grégoire          | Lennert Van Eetvelt   | Gwen Leclainche            |
| 2023 | Francesco Busatto        | Antoine Huby          | Davide De Pretto           |